# Sylva (rivier)
De Sylva (Russisch: Сылва) is een rivier in Rusland en stroomt door kraj Perm en oblast Sverdlovsk in de Oeral en vormt de grootste zijrivier van de Tsjoesovaja. De rivier start op de westelijke hellingen van de Centrale Oeral en stroomt vandaar westwaarts richting Koengoer om daarna in de Tsjoesovoj-golf te stromen van het Kamastuwmeer, die uitmondt in de Tsjoesovaja. De Sylva bevriest eind oktober, begin november en ontdooit weer in de tweede helft van april. De rivier heeft vele meanders en in de benedenloop is veel karst ontwikkeld, waaronder de ijsgrotten van Koengoer. De voeding is gemixt, maar bestaat vooral uit sneeuw. Het debiet van 139 m³/sec. is gemeten op 45 kilometer van de oorsprong. De rivier is bevaarbaar vanaf 74 kilometer van de oorsprong.
De belangrijkste zijrivieren zijn Bogoelka, Irgina, Iren, Babka, Iravye, Barda en Sjakva. De belangrijkste haven is Koengoer.
De rivier en met name Koengoer trekt elk jaar veel toeristen. Langs de rivier ligt het natuurreservaat Predoeralije. Er bevinden zich ook fossiele overblijfselen van de koraalriffen die bestonden in de tijd van de Grote Permzee. Op sommige plaatsen rijzen de riffen op tot 100 meter boven de Sylva. Op hun toppen groeien dennenbomen en sparren.